# Tordenc d'Aylmer
El tordenc d'Aylmer (Argya aylmeri) és un ocell de la família dels leiotríquids (Leiothrichidae).

## Hàbitat i distribució
Habita zones àrides amb matolls i des de Somàlia i sud d'Etiòpia cap al sud fins al centre i sud-est de Kenya i el nord de Tanzània.